# ブリリアント ワールド
「ブリリアント ワールド」は、日本のロックバンドMUCCの33作目のシングル。

## 概要
2015年12月24日にムックとしては「ジオラマ」以来6年ぶりとなる、配信限定という形でリリースされた曲。前作と違い本作は、2015年12月24日から2016年1月5日までの期間限定配信となった。
MUCCからのクリスマスプレゼントとして、メンバーのツイッターからサプライズで配信が発表された。「クリスマス・イヴに少しでもファンに感謝の気持ちを還元したい」という気持ちから企画が発案された。

## 収録曲
1. ブリリアント ワールド
作詞・作曲：ミヤ
  - 企画通り、冬を感じさせる曲となっている。ミニアルバム『T.R.E.N.D.Y. -Paradise from 1997-』に収録されている曲と同様に展開が多いプログレッシブな要素がある。途中できよしこの夜の英語版:『Silent Night』を取り入れている。

## カバー
- 鬼龍院翔（ゴールデンボンバー） - 2017年11月22日発売の『TRIBUTE OF MUCC -縁[en]-』に収録。